# Stellaria infracta
Stellaria infracta är en nejlikväxtart som beskrevs av Carl Maximowicz. Stellaria infracta ingår i släktet stjärnblommor, och familjen nejlikväxter. Inga underarter finns listade i Catalogue of Life.